# Salsipuedes (Argentinië)
Salsipuedes is een plaats in het Argentijnse bestuurlijke gebied Colón in de provincie Córdoba. De plaats telt 6.411 inwoners.

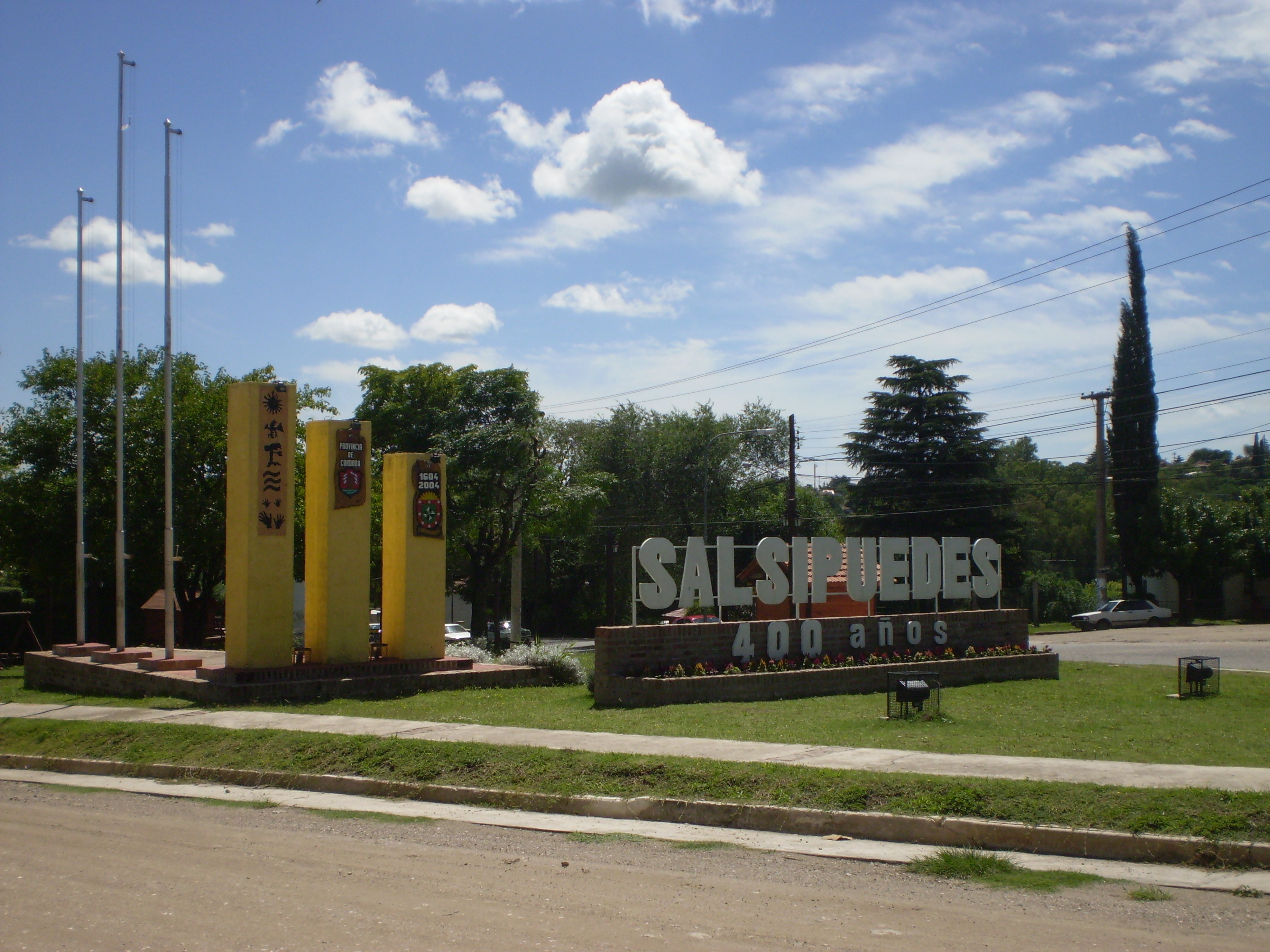
Salsipuedes